# Фадж

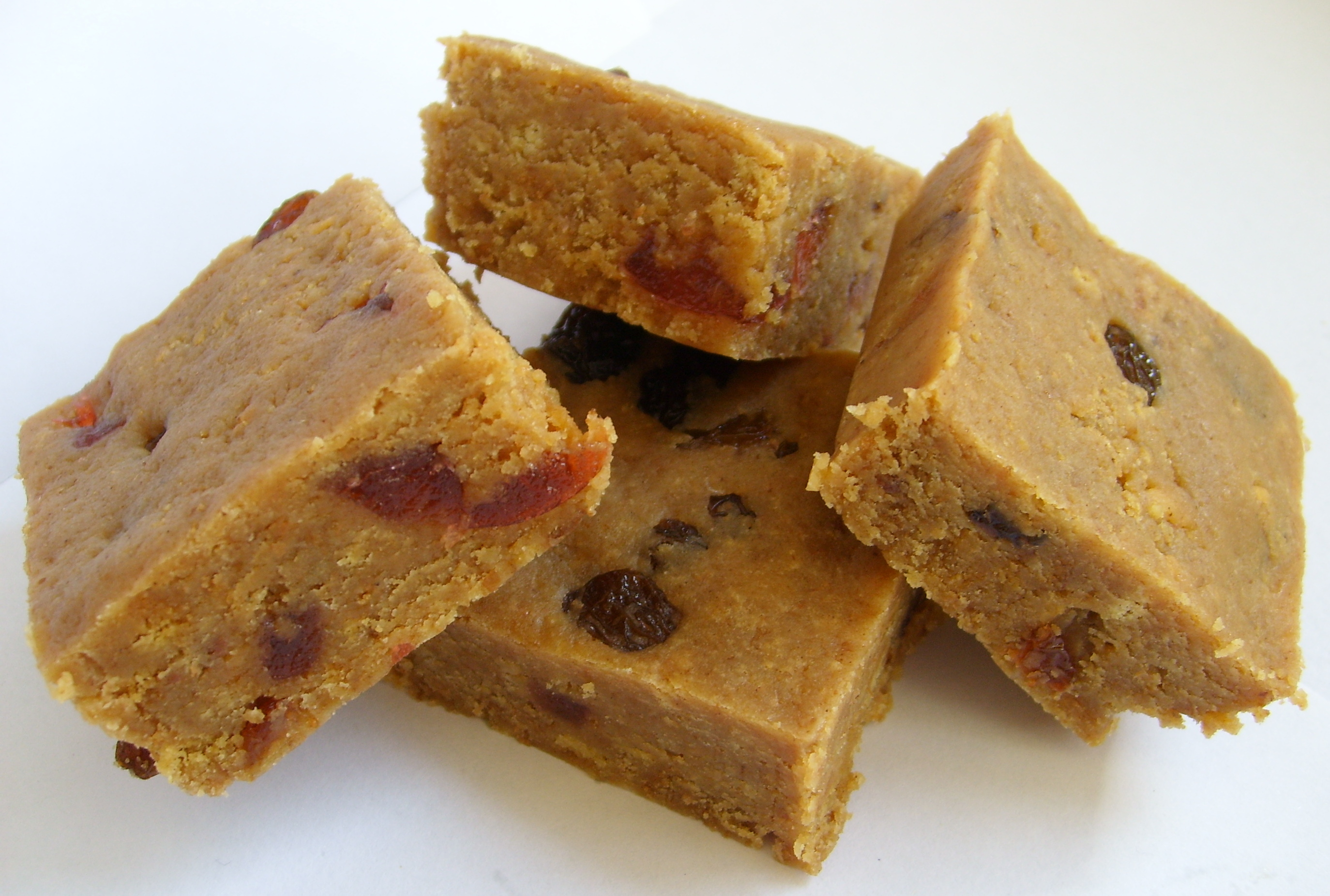
Фадж домашнього приготування із шматочками фруктів

Фадж — назва молочного ірису в англомовних країнах, де прийнято розрізняти ірис без додавання молока (toffee) та ірис з молоком (fudge). На відміну від колег у багатьох інших країнах, англійські кондитери обов'язково збивають ірисну масу.
У США найпопулярніший темний шоколадний фадж, при виготовленні котрого використовується додатковий інгредієнт — какао-порошок. Інший поширений ароматизатор — ванілін. До складу фаджу часто входять горіхи та родзинки.
Аналогічна фаджу помадка на фруктово-молочній або фруктово-вершковій основі з меленими горіхами в країнах колишнього СРСР називається шербетом.